# Тобин Бел
Џозеф Хенри Тобин Млађи (енгл. Joseph Henry Tobin Jr.; Квинс, Њујорк, 7. август 1942), познатији као Тобин Бел (енгл. Tobin Bell), амерички је филмски, телевизијски и позоришни глумац, најпознатији по улози Џона Крејмера у серијалу филмова Слагалица страве. Доживотни је члан Студија Акторс. 
Након дугогодишњег глумачког рада, обично се појављујући као замена и мноштва епизодних улога у филмовима, добио је свој први велики глумачки посао у филму Мисисипи у пламену (1988), са Џин Хекманом и наставио је да глуми у телевизијским филмовима и као гостујућа звезда у телевизијским серијама током 1990-их.
Пре свог пробоја са Слагалицом страве, Бел се појавио у многим значајним филмовима, укључујући филмове Пресуда (1982), Тутси (1982), Мисисипи у пламену (1988), Лажни идентитет (1990), Пиштољи без контроле (1990), Добри момци (1990), Руби (1992), Фирма (1993), На линији ватре (1993), Злоба (1993), Брзи и мртви (1995), Браунов реквијем (1998); имао је гласовну улогу у цртаном филму Пут за Ел Дорадо (2000) и улогу наратора у филму Тачка кључања (1993).